# Una belleza nueva
Una belleza nueva es un programa de televisión chileno de entrevistas a personajes importantes de la cultura y ciencia tanto a nivel nacional como internacional, siendo el entrevistador el profesor de literatura Cristián Warnken. El espacio es creado en 2006 en la cadena televisiva chilena TVN, y es el sucesor del programa de conversación (también de Warnken) La belleza de pensar. Fue transmitido por La Red durante dos meses en 2013-2014.

## Historia
Tras la cancelación del programa La belleza de pensar en Canal 13 en 2005, la productora del programa decide crear un nuevo programa con el mismo formato de entrevistas en la señal de TVN el 2006. El nombre del programa es una variación del título del anterior show televisivo.
El programa debuta con horario vespertino los días domingo; sin embargo, durante 2013 la señal de televisión quiere colocar el programa a las 8:00 a. m., lo que da pie al descontento del equipo de producción del programa, por lo que se produce el cese de las filmaciones del programa el 6 de junio de 2013.
Sin embargo, durante el 27 de octubre de 2013, el programa vuelve al aire, esta vez en horario estelar en el canal La Red, transmitido en vivo y con público.
El 19 de enero de 2014 se transmitió el último episodio de la temporada, con la invitación del periodista Francisco Mouat y el proyecto "La Biblioteca Libre".

## Formato
El programa consiste en un espacio televisivo de una hora, en la cual el entrevistador (Warnker) entrevista a un invitado particular, este es alguien quien tiene una gran relevancia tanto a nivel cultural como científico para la sociedad y la historia; normalmente se analizan y discuten sobre las obras y los puntos de vista del invitado y se integran elementos de crítica y reseña del trabajo propio del individuo.
Normalmente, al final del programa se incluye una bibliografía de los textos que han sido consultados durante la entrevista.
Durante su estreno en octubre de 2013, el programa también incluye preguntas del público presente en el estudio, así como preguntas a través de Twitter.
La llegada de este espacio de conversación (junto con otros proyectos del canal, como por ejemplo La Tierra en que vivimos) refuerzan al área cultural que posee el canal, además de potenciarlos con horarios de alto índice de audiencia.

## Entrevistados
Aquí una lista de algunos de los entrevistados que se presentaron en el programa Una belleza nueva:
- Isidora Aguirre, dramaturga.
- Lorenzo Aillapán, poeta y actor, mapuche.
- Ricardo Rozzi, filósofo, biólogo y ecólogo.
- Francisco Alcoholado, médico psicoterapeuta.
- Isabel Allende, escritora.
- Roberto Ampuero, escritor.
- Pedro Aznar, músico argentino.
- Ricardo Baeza, matemático.
- Joaquín Barceló, profesor de filosofía.
- Javier Barrientos Grandon, historiador.
- Wolfgang Becker, cineasta alemán.
- Antonio Bentué, teólogo.
- Luis Bernaschina, psiquiatra.
- Claudio Bertoni, poeta
- Ernesto Cardenal, poeta nicaragüense
- Jean-Claude Carrière, escritor y guionista francés.
- Juan Carlos Castilla, biólogo marino.
- Juan Castillo Cornejo, Paleontólogo.
- Alex Cattán, montañista.
- Jean Pierre Changeux, neurobiólogo francés.
- Elicura Chihuailaf, poeta.
- Simon Collier, historiador.
- José Comblin, sacerdote y teólogo.
- Gonzalo Contreras, escritor.
- Alberto Cruz, arquitecto.
- Boris Cyrulnik, neuropsiquiatra francés.
- Pablo de Jolly, poeta.
- Fernando de Szyszlo, pintor peruano.
- Claudio Díaz, profesor de historia Universidad de Valparaíso.
- Jean-Louis Etienne, explorador francés.
- Roberto Feldmann, rabino.
- Cristián Fernández, arquitecto.
- Marc Ferro, historiador francés.
- Luc Ferry, filósofo francés.
- Hervé Fischer, ciberfilósofo, artista francés.
- Jean Flori, historiador francés.
- Gastón Fontaine, ingeniero y caminante sufí.
- Roberto Fontanarrosa, dibujante y escritor argentino.
- Carlos Fuentes, escritor mexicano.
- Alberto Fuguet, escritor y cineasta.
- Francis Fukuyama, politólogo estadounidense.
- Mario Geymonat, filólogo italiano.
- Teresa Gisbert, historiadora boliviana.
- Giuseppina Grammatico, profesora de lenguas clásicas.
- Óscar Hahn, poeta.
- José Miguel Ibáñez Langlois, poeta y crítico literario.
- Juan Pablo Izquierdo, músico.
- Alfredo Jaar, arquitecto y artista visual.
- Alejandro Jodorowsky, escritor y cineasta.
- Etienne Klein, físico francés.
- Robert Kull, aventurero estadounidense.
- Enrique Lafourcade, escritor.
- Ignacio Larrañaga, sacerdote español.
- Margot Loyola, folclorista e Investigadora.
- Claudio Magris, filósofo italiano.
- Lou Marinoff, filósofo canadiense.
- Jorge Matamala e Italo Fuentes, del grupo musical "Calenda Maia" de Edad Media
- Patricia May, antropóloga.
- José Maza Sancho, astrónomo.
- Sergio Meier, escritor de ciencia ficción.
- Misia, cantante de fado portuguesa.
- Rosa Montero, escritora española.
- Jaime Moreno, profesor de historia antigua.
- Fernando Morgado, inmunólogo y Jane Crossley, psicóloga.
- Hugo Mujica, poeta argentino.
- Jean-Luc Nancy, filósofo francés.
- Juan Pablo Orrego, ecólogo.
- Rafael Parada, médico psiquiatra.
- Jorge Peña, profesor de filosofía.
- Carlos Peña González, abogado y profesor de filosofía del Derecho.
- Sergio Peña y Lillo, psiquiatra.
- Floridor Pérez, poeta.
- Bernard Pivot, crítico literario francés, presentador de programas culturales de televisión.
- Erick Pohlhammer, poeta.
- Pascal Quignard, escritor francés.
- Michael Radford, director cinematográfico
- Héctor Noguera, actor y director de teatro.
- Mansoor Rastegar, profesor de literatura persa.
- Mauricio Redolés, músico.
- Laura Restrepo, escritora colombiana.
- Julio Retamal Favereau, historiador.
- Luis Rivano, escritor y dramaturgo.
- Andrés Rivera, glaciólogo.
- Jorge Eduardo Rivera, filósofo.
- Marc Roquefere, expedicionario francés.
- María Rostworosky, historiadora peruana.
- María Teresa Ruiz, astrónoma.
- Raúl Ruiz, cineasta.
- Alberto Ruz, empresario social mexicano.
- Manuel Sánchez, payador.
- José Saramago, escritor portugués.
- Carlos Saura, cineasta español.
- Fernando Savater, filósofo español.
- Miguel Serrano, escritor.
- Darshan Shankar, experto en ayurveda.
- Alejandro Sieveking, dramaturgo y Bélgica Castro, actriz.
- Gastón Soublette, profesor de estética.
- Atilio Stampone, músico argentino.
- Rolando Toro, creador de la biodanza.
- Armando Uribe, poeta.
- José Miguel Varas, escritor.
- Mario Vargas Llosa, escritor peruano.
- Gianni Vattimo, filósofo italiano.
- Juan de Dios Vial Correa, biólogo.
- Bruno Vidal, poeta.
- Alejandro Vigo, filósofo argentino.
- David Yudivelic, científico.
- Muhammad Yunus, banquero banglades.
- Jorge Zanelli, físico teórico.
- Raúl Zurita, poeta.
- Pedro Peirano y Álvaro Díaz González, creadores de 31 minutos.